# Pont-Noyelles
Pont-Noyelles – miejscowość i gmina we Francji, w regionie Hauts-de-France, w departamencie Somma.
Według danych na rok 1990 gminę zamieszkiwało 800 osób, a gęstość zaludnienia wynosiła 93 osoby/km² (wśród 2293 gmin Pikardii Pont-Noyelles plasuje się na 358. miejscu pod względem liczby ludności, natomiast pod względem powierzchni na miejscu 562.).